# 映創会
映創会（えいそうかい）は、1969年に発足され現在も続く自主映画サークル。一橋大学、津田塾大学、武蔵野美術大学の学生で主に構成された自主映画サークルではあるが、大学生以外にも卒業生、社会人、フリーター、無職の人も多く在籍している。中央線西部を拠点に活動している。部室には壁一面に布スクリーンが張ってあり、24時間上映可能である。そして楽器が充実している。　
年に一度、映画館を借り切っての上映など、外部上映会に力を入れている。